# Roland Bulirsch
Roland Zdeněk Bulirsch (Liberec, Tchecoslováquia, 10 de novembro de 1932 - 21 de setembro de 2022) foi um matemático alemão, especialista em análise numérica.
Obteve um doutorado em 1961 na Universidade Técnica de Munique, onde tornou-se professor em 1973.
Foi o autor (com Josef Stoer) de Introduction to Numerical Analysis, obra de referência para a teoria dos métodos numéricos, e também escreveu diversos outros livros e artigos. O livro From Nano to Space: Applied Mathematics Inspired by Roland Bulirsch é um tributo a seu trabalho.